# Невадо де Толука
Невадо де Толука (на испански: Nevado de Toluca) се смята за четвъртия по височина връх в Мексико със своите 4577 m, след Пико де Орисаба, Попокатепетъл и Истаксиуатъл, но реално погледнато Сиера Негра е малко по-висок. Той е загаснал вулкан, част от Транс-Мексиканския вулканичен пояс и често бива наричан Ксинантекал, от езика нахуатъл. При добро време се вижда от град Толука. Интересно е да се отбележи съществуването на две езера в малки кратери на територията на вулкана – Слънчевото и Лунното.